# 西都インターチェンジ
西都インターチェンジ（さいとインターチェンジ）は、宮崎県西都市と宮崎県児湯郡新富町の境界に位置する東九州自動車道のインターチェンジである。料金所は児湯郡新富町大字新田に位置する。

## 歴史
- 2001年（平成13年）3月31日：西都IC - 宮崎西IC間開通に伴い、供用開始[1]。
- 2005年（平成17年）10月18日：東九州自動車道新設工事（高鍋IC - 西都IC間）並びにこれに伴う町道および農業用道路付替工事について国土交通大臣より土地収用法に基づく事業認定が公示される[2]。
- 2009年（平成21年）9月24日 - 11月22日：西都IC - 宮崎西IC間、改良工事により全面通行止[3]。
- 2010年（平成22年）7月17日：高鍋IC - 西都IC間開通[1][4]。
- 2014年（平成26年）4月1日：高速バス「ひむか号」（宮崎 - 延岡線）の運行開始に伴い、西都ICに同路線のバス停が設けられる[5]。

## 周辺
- 西都原古墳群
- 国鉄妻線 黒生野駅跡
- 都於郡城址
- 佐土原城
- 航空自衛隊新田原基地

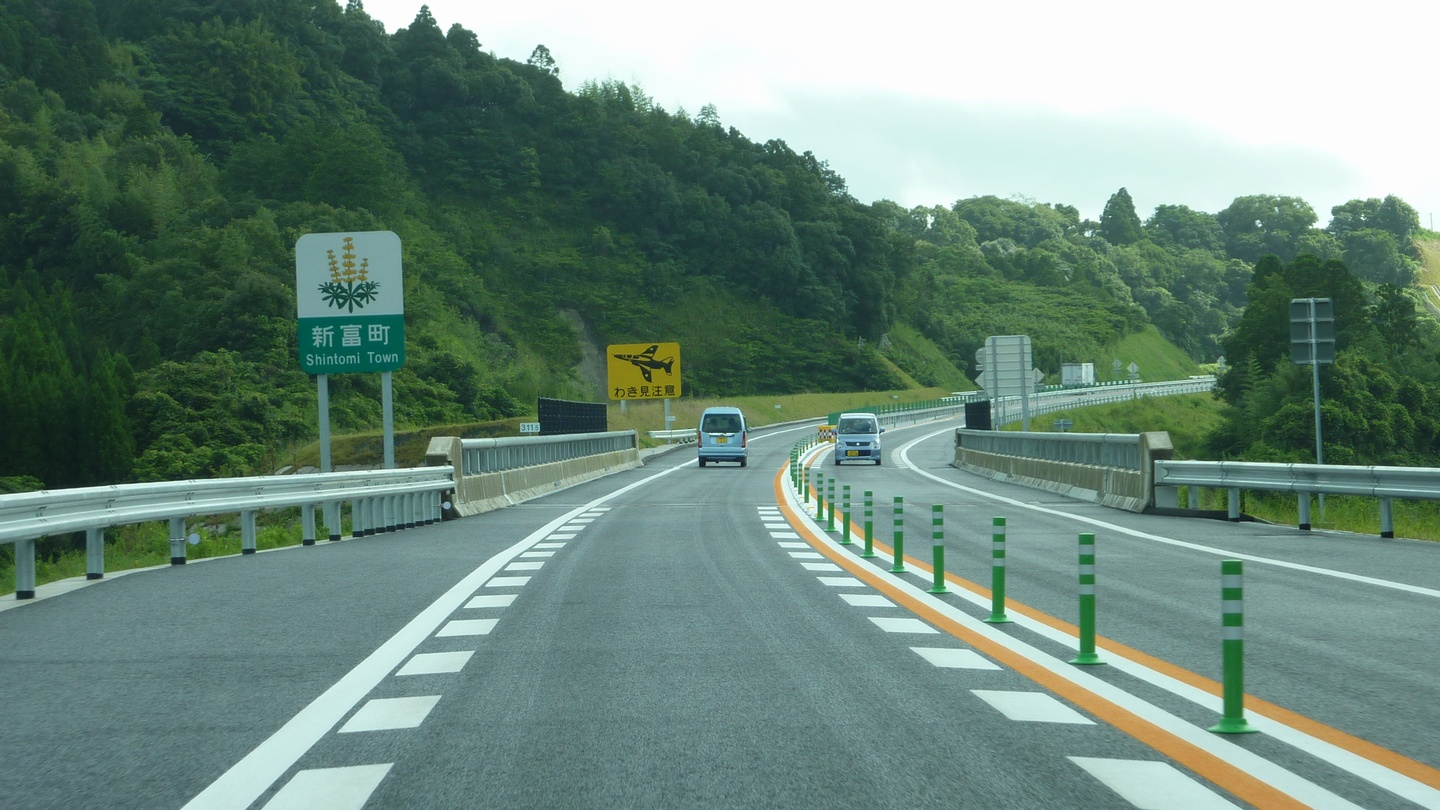
わき見注意の看板（西都市・新富町境）

当ICから高鍋ICの区間上空をちょうど離着陸する自衛隊機が至近距離で通過する。そのため、自衛隊機を描いた独自の「わき見注意」の看板が設置されている。

## 接続する道路
- 直接接続
  - 宮崎県道321号西都インター線
- 間接接続
  - 国道219号春田バイパス（宮崎東環状道路）

西都ICと春田バイパスの間は県道321号西都インター線で結ばれている。西都インター線は構造的に西都ICとほぼ一体化している。

## 料金所
- ブース数：4

### 入口
- ブース数：2
  - ETC専用：1
  - 混在：1

### 出口
- ブース数：2
  - ETC専用：1
  - 一般：1

### ランプ改良工事
開通当初、西都IC料金所への入口・出口ランプは本線が大きく右カーブをして料金所に直結する、本線料金所風の構造をとっていた。2009年の東九州道改良工事等に併せて西都ICランプの改造工事が行われ、現在のランプ構造への改築が行われた。開通当時のランプは入口ランプがそのまま現在のCランプ（下り入口ランプ）に転用されているほか、Cランプの外側に出口ランプの遺構が残されている。

## バス停留所
西都バスストップ（さいとバスストップ）がICに併設されているが、停車していた別府・大分 - 宮崎間の「パシフィックライナー」および宮崎 - 延岡間の「ひむか号」が2021年3月31日限りで休廃止となったため、現在は停車する路線がない。

## 隣
E10 東九州自動車道
(27) 高鍋IC - 新富SIC（事業中） - (28) 西都IC - 国富BS - (28-1) 国富SIC - 宮崎BS - (29) 宮崎西IC